# Скелезубові
Скелезубові (Tetraodontidae) — родина променеперих риб ряду скелезубоподібних (Tetraodontiformes). Родина включає понад 120 тропічних видів в 19 родах. Окремі види займають друге місце за отруйністю серед хребетних.

## Опис

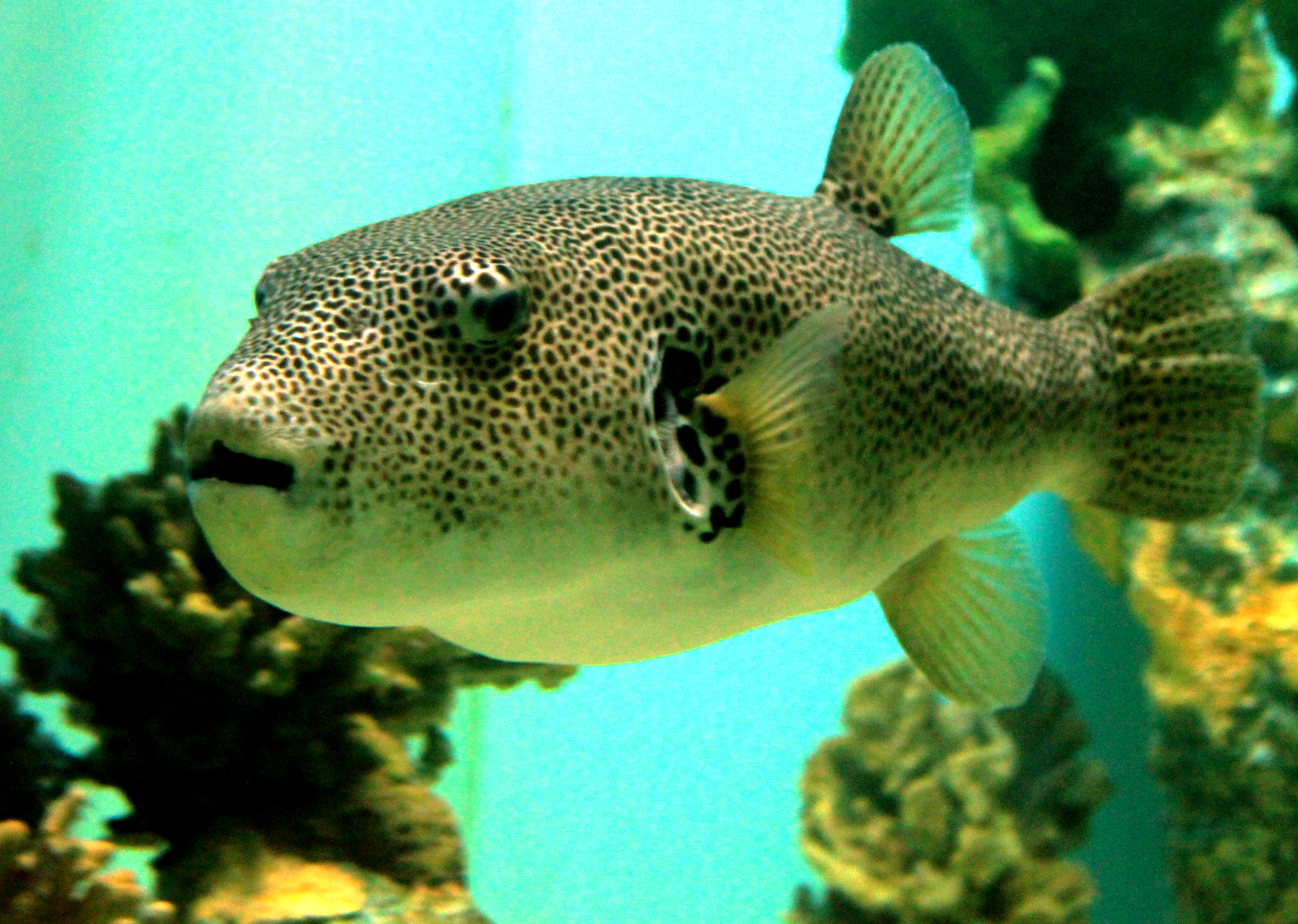
Arothron stellatus

У звичайному стані тіло скелезубових має форму досить типової риби. Воно округле і коротке. Голова велика і дуже виразна. Потужні щелепи, ніздрі і очі надають голові «жаб'ячого» вигляду. Очі посаджені далеко. Деякі види можуть переміщати очі по тілу. Плавники тільки грудні, але добре розвинені. З їх допомогою риба може рухатися не лише вперед, але і назад.
Майже усі скелезубові риби невеликого розміру, і тільки деякі види можуть досягати переконливої довжини в 1,2 м..

## Спосіб життя

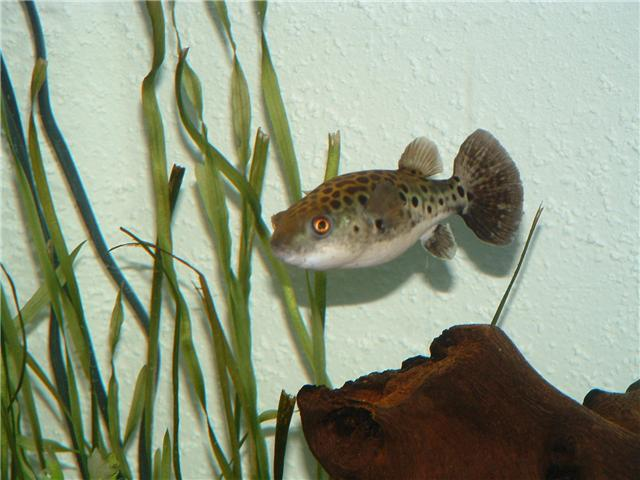
Tetraodon sabahensis

Типові мешканці коралових рифів, проте зустрічаються і в прісноводих річках Південної Америки і Північної Африки. Усе тіло вкрите маленькими гострими голками. Їх риба використовує як оборонний щит. Набираючи всередину велику кількість води, вона роздувається як повітряна куля, виставляючи назовні голки. Хижак не може схопити рибу і дає їй спокій. Якщо ж хижак досить великий, щоб захопити роздуту рибу цілком, гинуть обоє: нападник, бо голки чіпляються за глотку, а жертва, бо не може вибратися із закритої пащі.
Біологи вважають, що здатність роздувати еластичний шлунок за рахунок великої кількості води (чи повітря) з'явилася у риб в процесі еволюції. Самі ці риби дуже повільні, і замість того, щоб тікати від нападника, вони розвинули голки і здатність збільшуватися в розмірах. Форма кулі перетворює рибу на абсолютно неїстівний пухир. А отрута, що накопичується на голках, в 1200 разів сильніша за ціанід[який?]. У одній рибі[якій?] її міститься стільки, щоб убити 30 дорослих людей, а відомої протиотрути в природі немає.[джерело?]
Ці риби досить агресивні. Дрібні скелезубові ще збирається в зграї, але дорослі особини живуть завжди наодинці, намагаючись не мати близького сусідства з родичами. Вони ревниво відносяться до своєї території, годинами курсуючи по ній у пошуках здобичі. Живляться водоростями і безхребетними. Великі види розкушують молюсків. Їхня паща — 4 великих зрощених зуби.
Помітивши загрозу своєму суверенітету, риба негайно атакує. Вона кидається і на «гостя», що перевершує її за розміром. Неодноразово фіксувалися випадки, коли скелезубові кусали пальці і пеніси людей.
Деякі прісноводі види живуть у домашніх акваріумах. Власники риб попереджають інших акваріумістів берегти пальці при годуванні або чищенні. Попри уявну нерозторопність риба може здійснити швидкий короткочасний стрибок.

## Господарське значення
М'ясо скелезубових — делікатес. Найвідомішу в світі страву готують з риби фугу в Японії. Її готують тільки кухарі, що отримали ліцензію. Проте смертельні випадки через неправильно приготовану фугу трапляються і нині.